# Mejuivka, Nikopol
Mejuivka (în ucraineană Межуівка) este un sat în comuna Loșkarivka din raionul Nikopol, regiunea Dnipropetrovsk, Ucraina.

## Demografie
Componența lingvistică a localității Mejuivka
     Ucraineană (100%)
Conform recensământului din 2001, toată populația localității Mejuivka era vorbitoare de ucraineană (100%).